# Fåglagyl, Blekinge
Fåglagyl är en sjö i Ronneby kommun i Blekinge och ingår i Bräkneåns huvudavrinningsområde.